# Debout la France

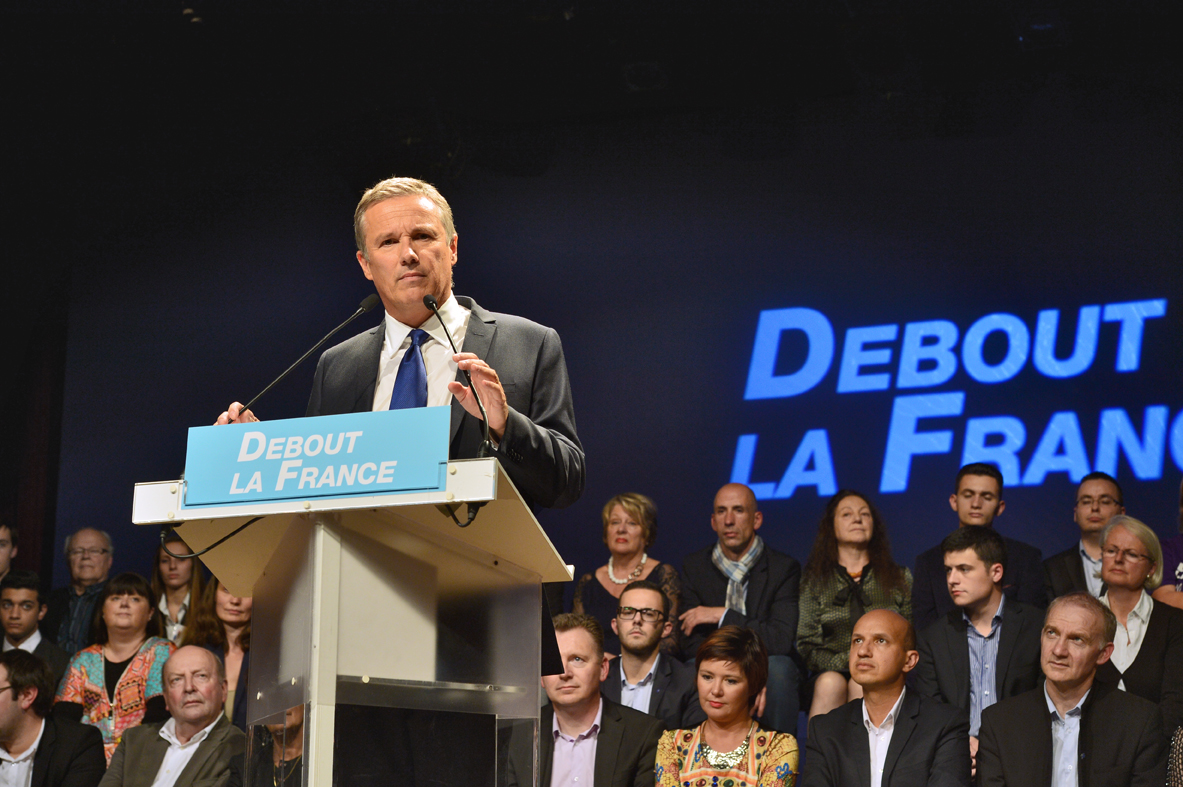
Dupont-Aignan tijdens het partijcongres van 12 oktober 2014

Debout la France DLF, Nederlands: 'Frankrijk, sta op', is een politieke partij in Frankrijk, die in 1999 onder de naam Debout la République, ' Republiek, sta op', binnen de Rassemblement pour la République (RPR) door Nicolas Dupont-Aignan werd opgericht, maar in november 2008 zelfstandig werd. Dupont-Aignan is nog steeds de voorzitter van de partij. De partij geldt als gaullistische, conservatief en gematigd nationalistisch.
De naam van de partij werd in oktober 2014 gewijzigd in Debout la France.

## Geschiedenis
Debout la République werd op 3 februari 1999 door Nicolas Dupont-Aignan opgericht als 'authentieke gaullistische' stroming of partij binnen de Rassemblement pour la République (RPR) van president Jacques Chirac. De RPR was oorspronkelijk een gaullistische partij, maar evolueerde sinds de jaren tachtig meer in de richting van een liberaal conservatieve partij. De RPR werd in 2002 door de Union pour un mouvement populaire (UMP) vervangen, waarbinnen het gaullisme veel minder telde. Debout la République was in de tijd als deel van de RPR en UMP fel tegen de pro-Europese politiek gekant, die door de president van Frankrijk, eerst Chirac en daarna door Sarkozy, werd gevoerd. Dupont-Aignan en de zijnen namen actief deel aan de "neen"-campagne voorafgaande aan het Frans referendum over het Verdrag tot vaststelling van een Grondwet voor Europa in 2005. Hij nam hiermee een ander standpunt in dan de partijleiding.
Hij slaagde er in niet in zich kandidaat te stellen voor de presidentsverkiezingen van 2007. Opvallend was dat hij, hoewel lid van de UMP, zich niet uitsprak voor de kandidatuur van partijgenoot Nicolas Sarkozy.
Debout la République hield op 23 november 2008 een congres om een onafhankelijke politieke partij te worden. Dupont-Aignan werd door de deelnemers van het congres tot voorzitter gekozen en de partijstatuten werden goedgekeurd. De partij nam nadien met weinig succes deel aan allerlei verkiezingen, waaronder de Europese verkiezingen van 2009 en regionale verkiezingen van 2010. Dupont-Aignan was in 2012 presidentskandidaat en behaalde tijdens de eerste ronde van de verkiezingen slechts 1,79% van de stemmen.

### Naamswijziging
Tijdens het congres van de partij op 12 oktober 2014 werd de partijnaam van Debout la République gewijzigd in Debout la France. Een ruime meerderheid van de congresgangers (87%) sprak zich voor de naamswijziging uit.

## Ideologie
Debout la France is allereerst een gaullistische partij. Het gaullisme staat een zelfstandig Frankrijk voor en combineert bepaalde elementen van (traditioneel) conservatisme met staatsingrijpen in het economisch leven. Dit laatste punt brengt met zich mee dat gaullistische partijen, waaronder DLF, veelal een Eurosceptisch standpunt inneemt. Zo is DLF fel tegen de euro gekant en een pleitbezorger van een Europese confederatie waarbinnen de lidstaten een groot deel van hun zelfstandigheid behouden.
DLF verwerpt een volledige liberale economie, maar is niet anti-kapitalistisch. Dit is eveneens in lijn met het gaullisme dat overheidsingrijpen in het economisch leven, dirigisme soms noodzakelijk acht. DLF streeft een economie ten dienst van de burger na. Het populistisch en nationalistisch karakter van DLF komt goed tot uiting in het protectionisme dat de partij voorstaat. De eigen economie krijgt hier voorrang boven de wereldeconomie. Protectionisme is niet uitsluitend populair onder gaullisten in Frankrijk, maar ook onder sommige linkse en rechtse politici. De partij staat niet afwijzend tegenover nationalisering.
Debout la France is voorstander van openbaar onderwijs. De taak van onderwijzers en docenten is niet alleen om leerlingen kennis bij te brengen maar ook om hen met Franse normen en waarden op te voeden. Daaronder horen republicanisme, secularisering en vaderlandsliefde. Als het om vrouwenrechten op de werkvloer gaat neemt Debout la France een progressiever standpunt in: de partij is voorstander van gelijke lonen voor mannen en vrouwen.
De partij is op sociaal-ethisch gebied conservatief en traditioneel: de partij is in de meeste gevallen tegen abortus, tegen adoptie door alleenstaanden, tegen euthanasie en tegen in-vitrofertilisatie. De partij is tegen het homohuwelijk, maar wel voorstander van geregistreerd partnerschap voor lgbt-paren.
DLF staat een harde lijn voor als het om immigratie gaat en wil het aantal immigranten in Frankrijk verminderen. De partij wil ook dat Frankrijk de Verdragen van Schengen opzegt.

## Eén zetel in het parlement
DLF is momenteel (2018) met een zetel voor Dupont-Aignan in de Nationale Vergadering vertegenwoordigd.

## Jongerenafdeling
Debout la France heeft een jongerenafdeling, hun voorzitter is sinds 2018 Valentin Rebuffat.
Samenstelling per 27 juli 2019 
 De deelnemende partijen met de meeste zetels worden genoemd, alleen de partijen met een enkele zetel binnen de fractie ontbreken.